# Burg Dub
Die Burg Dub, ursprünglich Tassenberk (deutsch Tassenberg, auch Duby) ist die Ruine einer frühgotischen Spornburg in Tschechien. Sie liegt anderthalb Kilometer südwestlich von Tasov im Okres Žďár nad Sázavou.

## Geographie
Die Burgruine befindet sich linksseitig über der Oslava auf einem zu drei Seiten umflossenen, niedrigen und bewaldeten Bergsporn in der Křižanovská vrchovina (Krischanauer Bergland). Gegenüber der Ruine mündet der Bach Kameňák in die Oslava. Am Fuße des Burghügels liegt die Mühle Hamzův mlýn bzw. Holomkův mlýn.
Umliegende Ortschaften sind Tasov, Vaneč, Kamenná, Klementice, Oslava und Dolní Heřmanice.

## Geschichte
Die Burg wurde durch das alte mährische Adelsgeschlecht von Tasov (Thassonis) gegründet, das als Wappen einen schwarzen Adlerflug auf silbernem Schild führte und sich am Übergang vom 13. zum 14. Jahrhundert in die Geschlechter von Lomnitz und von Meziříč aufspaltete. Die Familienmitglieder trugen zumeist die Vornamen Tas oder Znata.
1233 ist Záviš von Tasov in der Landtafel nachweislich, im Jahr darauf Mladota von Tasov – wenig später die Brüder Záviš, Budiš, Bohuš, Viktor, Drahoslav, Unka und Znata von Tasov. Letzterer war ein enger Vertrauter des böhmischen Königs Ottokar II. Přemysl und dessen Kommissär sowohl bei den Preßburger Friedensverhandlungen mit dem Ungarnkönig Stephan V. als auch 1277 mit dem römisch-deutschen König Rudolf I. Znata von Tasov, der von Ottokar II. für seine Dienste die Herrschaft Meziříčí erhalten hatte, machte die dortige Burg zu seinem Hauptsitz. Der alte Herrschaftssitz – die Burg Tassenberg – verlor damit zunehmend ihre Bedeutung. Tas, einer der Söhne Znatas, verwendete 1292 das Prädikat von Tassenberg.
Um 1348 gehörte die Burg anteilig den Brüdern Jan und Znata von Tasov; später wurden noch weitere Verwandte in die Gütergemeinschaft aufgenommen. 1366 verkaufte die Witwe Anna von Konitz ihren Anteil an der Burg Tassenberg mit einem Teil des Marktes Tasov, Wäldern und dem Dorf Oslava dem Johann von Meziříčí auf Velké Meziříčí, im gleichen Jahr veräußerte Bunek von Mostiště die andere Hälfte der Burg an Tas von Tasov. Dies ist zugleich die letzte urkundliche Erwähnung der Burg. In der zweiten Hälfte des 14. Jahrhunderts errichteten die Herren von Tasov unmittelbar beim Städtchen Tasov die neue Feste Hradek. Vermutlich wurde die Burg Tassenberg während des mährischen Bruderkrieges zwischen Jobst und Prokop von Mähren zerstört.
Als Jaroslav von Pernstein und seine Brüder 1550 das Gut Tasov an Katharina von Sternberg veräußerten, wurde dabei neben dem Markt Tasov, dem Patronat über zwei Kirchen in Tasov  sowie den Dörfern Oslava und Kamenná auch die „öde Burg Duby“ als Zubehör aufgeführt.

## Anlage
Die Burg hatte einen fünfeckigen Grundriss mit einer maximalen Ausdehnung von 55 × 30 Metern. Der Kernburg vorgelagert war eine durch einen drei Meter tiefen Graben abgetrennte Vorburg mit dreieckigem Grundriss.
Erhalten sind Reste der nördlichen und südlichen Burgmauer, der Tore, Grundmauern des Palas sowie der Burggraben. Die Ruine ist als Kulturdenkmal geschützt.